# Clubiona charleneae
Clubiona charleneae là một loài nhện trong họ Clubionidae.
Loài này thuộc chi Clubiona. Clubiona charleneae được Alberto Barrion & James A. Litsinger miêu tả năm 1995.